# 艾茅斯
艾茅斯（英语：Eyemouth；低地苏格兰语：Heymooth），是英国苏格兰苏格兰边区的一个城镇，位于该区东海岸。总人口2,587（2001年）。